# Jim Harding
James F. Harding, detto Jim (New York, 24 febbraio 1924 – Clinton, 3 giugno 2000), è stato un allenatore di pallacanestro statunitense, professionista nella ABA.

## Carriera
Nel 1968-69 allenò, in due riprese, i Minnesota Pipers della ABA, prima di essere licenziato il 30 gennaio.